# Буттільєра-Альта
Буттільєра-Альта (італ. Buttigliera Alta, п'єм. Butijera) — муніципалітет в Італії, у регіоні П'ємонт,  метрополійне місто Турин.
Буттільєра-Альта розташована на відстані близько 540 км на північний захід від Рима, 23 км на захід від Турина.
Населення — 6404 особи (2014).
Щорічний фестиваль відбувається 25 квітня. Покровитель — Святий Марко.

## Демографія
Населення за роками:

Станом на 1 січня 2023 року в муніципалітеті офіційно проживало 299 іноземців з 27 країн, серед них 205 громадян країн Євросоюзу та 3 громадяни України.

## Сусідні муніципалітети
- Авільяна
- Казелетте
- Реано
- Роста